# Fête votive
Une fête votive, également appelée fête patronale, est une fête qu'organise un village en hommage à son saint patron. L'origine de la fête votive est religieuse et provient du Languedoc et de la Provence.

## Principe

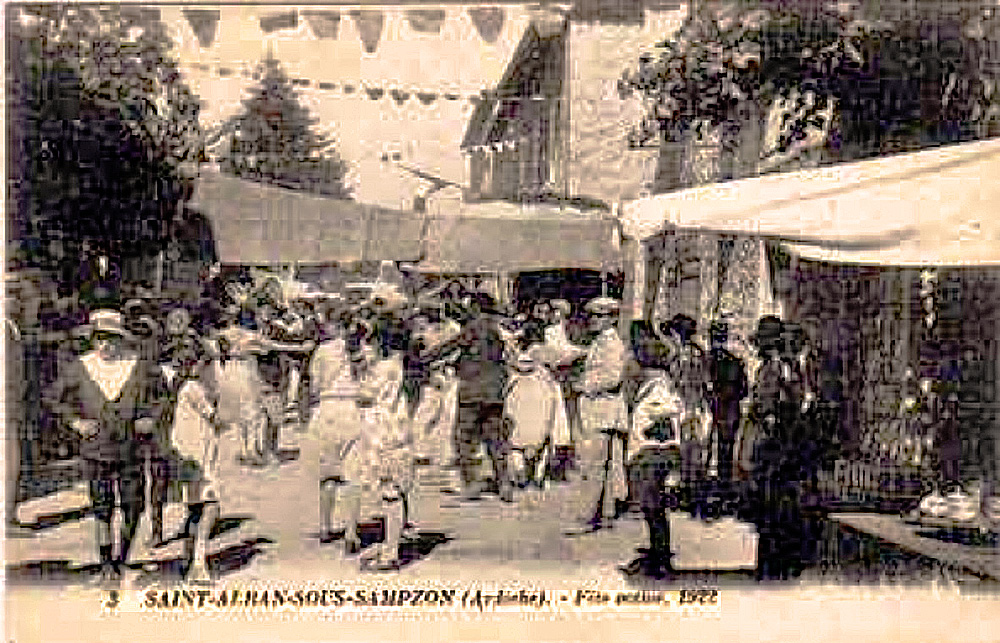
Fête votive en Ardèche en 1922

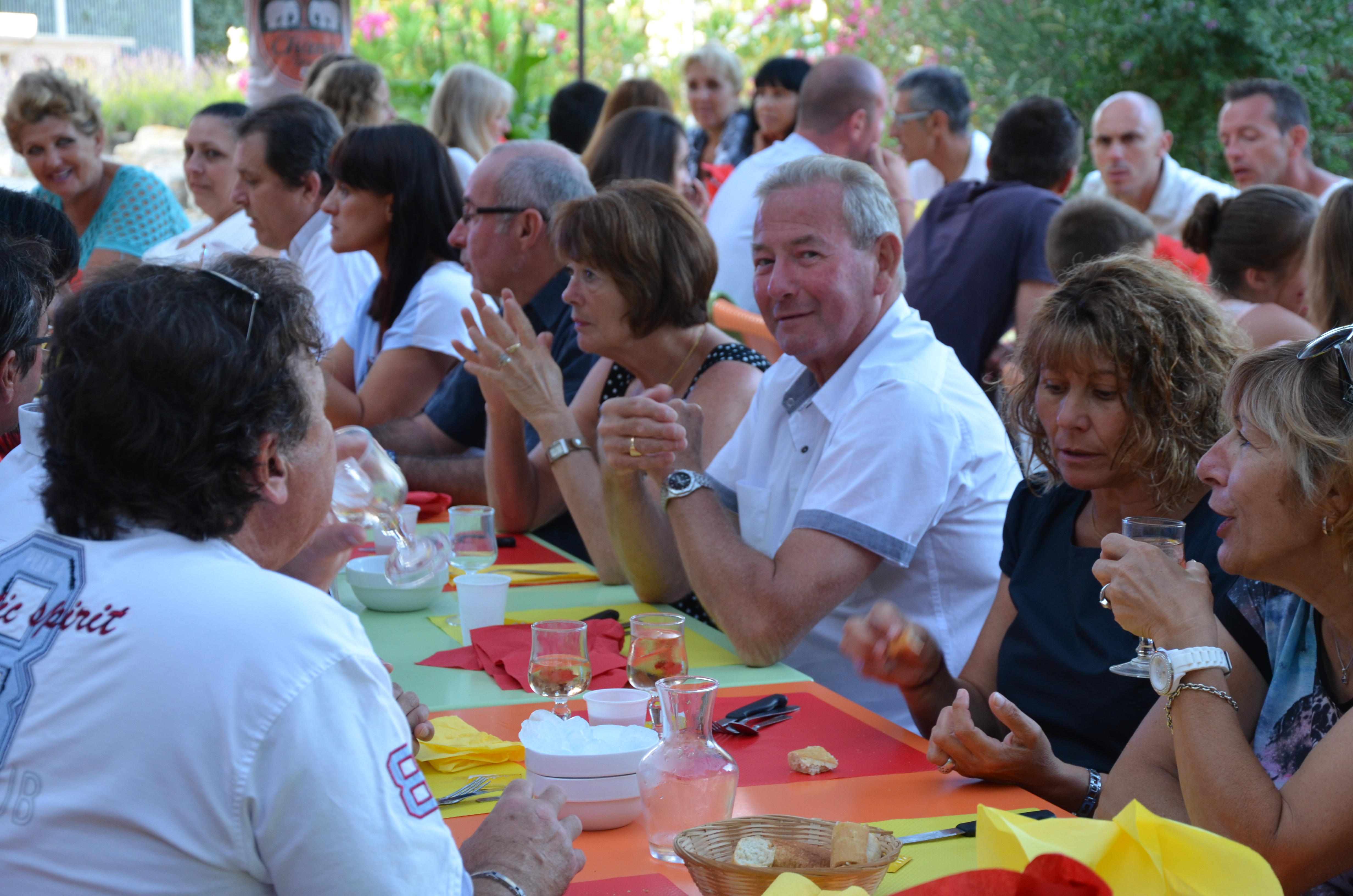
Repas lors de la fête votive de Saint-Aygulf

Cette fête patronale, dite encore vote ou vogue, est spécifique au midi de la France. Elle est traditionnelle en Provence (Vaucluse, Alpes-de-Haute-Provence, Bouches-du-Rhône, Var), Drôme provençale, Ardèche, en Languedoc (Gard, Hérault), Haute-Garonne, Tarn, Lot, Lot-et-Garonne, Aveyron, Lozère, Cantal, Corrèze, Dordogne.
Les votes, initialement, étaient toujours liés à la fête du saint de la paroisse. Elles s'étalaient sur tout l'été et attiraient dans le village toute la jeunesse des communes voisines qui arrivait en bande et à pied. Ces festivités, en fonction de leur date, marquaient soit une trêve dans les gros travaux des champs, soit la joie des premières récoltes rentrées.
Traditionnellement une fête votive se doit de comporter des attractions foraines, un repas pris en commun sur la place publique, une grande tombola gratuite, un concours de pétanque et un bal nocturne ou balleti.
En Camargue, les fêtes votives sont souvent signe de traditions taurines, à l'instar des Ferias. Plus ou moins chaque village possède une jeunesse officielle, ayant pour habitude de porter des maillots avec un style Football. Les membres ont environ 18 ans et la composition change donc chaque année ; en plus de cette jeunesse officielle, d'autres bandes de jeunes ont pour tradition de se rajouter, ayant aussi leurs propres maillots et leur propre nom, ils ont pour but de mettre une ambiance ainsi que de faire vivre la fête votive en plus des festivités organisées. 

## Les fêtes votives

### Littérature
L'auteur gardois Antoine Martin publie Fous de fêtes votives aux éditions Au Diable Vauvert en mai 2018.

### Théâtre
Une adaptation théâtrale de Fous de fêtes votives d'Antoine Martin permet de découvrir en spectacle vivant tous les moments forts et typiques des fêtes votives dans une mise en scène et adaptation de Jasmine Dziadon, avec Damien Alibert et Jasmine Dziadon.

## Liste des fêtes votives dans le Languedoc
- Sauzet, week-end de l'Ascension

### Mai
- Saint-Martin-de-Londres, 1er mai
- Buzignargues, du 17 au 19 mai
- Saussines, du 23 au 25 mai

### Juin
- Saint-Siffret, du 2 au 3 juin
- Sussargues (Hérault) , du 19 juin au 23 juin

- Aigues-Vives, du  27 juin au 7 juillet
- Aujargues, du 12 au 15 juin
- Codognan, les deux avant dernières semaines de juin
- Dions, 24-27 juin
- Durfort, 1er ou 2e week-end de juin
- Saint-Dionisy, 1er ou deuxième fin de semaine de juin

### Juillet

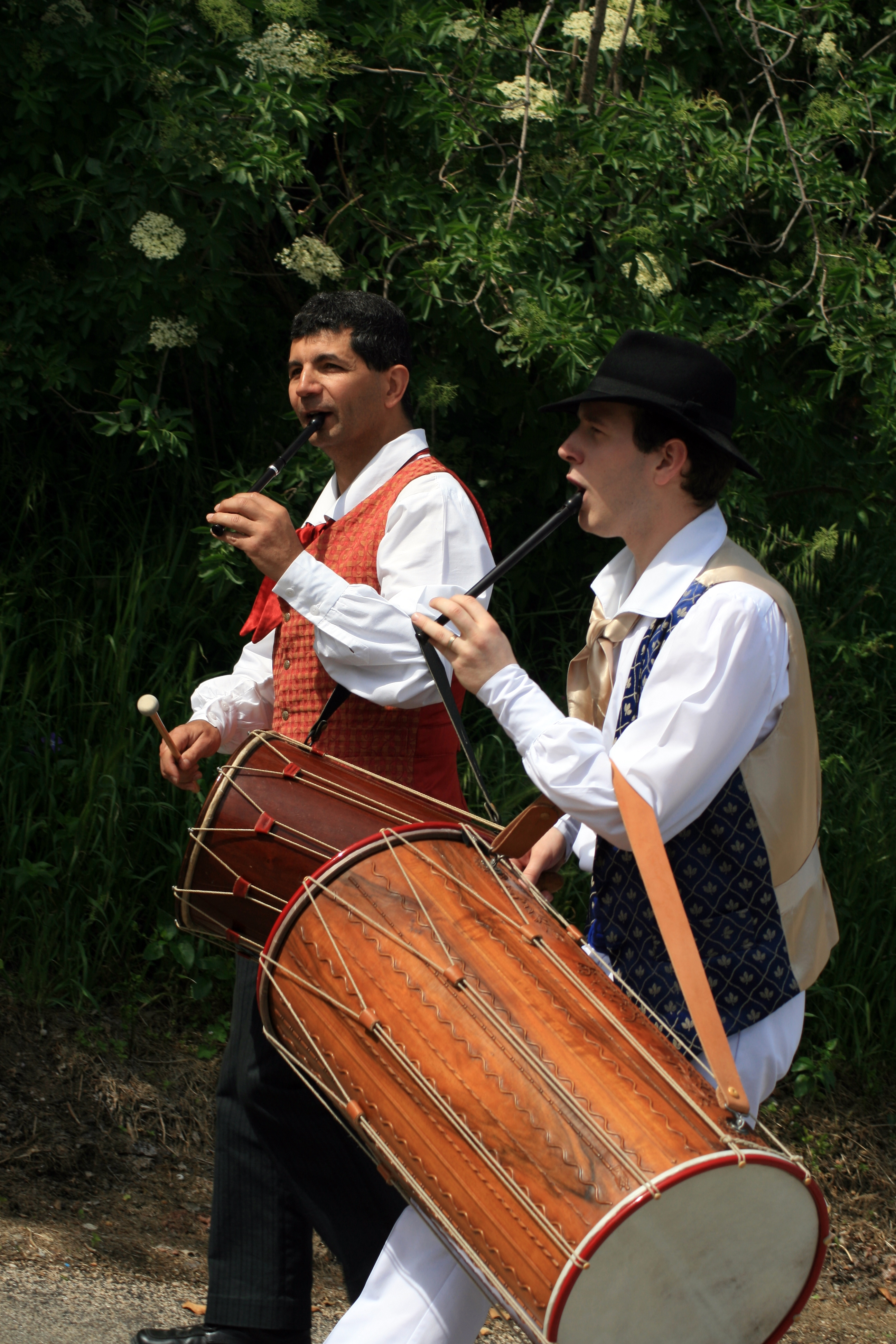
Tambourinaires à la fête votive de Saint-Geniès-de-Comolas

- Rodilhan, première semaine de juillet
- Saint-Jean-le-Centenier, du 21 juillet au 23 juillet
- Aubord, du 2 au 6 juillet
- Aimargues, du 6 au 15 juillet
- Bernis, troisième week-end de juillet
- Calvisson, fin juillet
- Causse-de-la-Selle, lors de la 3e semaine de juillet
- Congénies, du 10 au 14 juillet
- Générac, du 10 au 14 juillet
- L'Hospitalet-du-Larzac, avant dernier week-end de juillet
- Jonquières-Saint-Vincent, 13-17 juillet
- Mus, troisième week-end de juillet
- Sainte-Croix-de-Quintillargues, 17-18 juillet
- Marguerittes, du 23 au 27 juillet
- Milhaud, du 22 au 25 juillet
- Montpezat, le week-end du 14 juillet
- Moulezan, le 1er week-end de juillet
- Poulx, du 9 au 11 juillet
- Lunel, troisième semaine de juillet
- Prades-le-lez, du 26 au 29 juillet
- Marsillargues[2], commence le dernier week-end de juillet jusqu'au week-end suivant
- Gajan, du 24 au 27 juillet
- Saint-Didier, mi juillet
- Saint-Geniès-de-Comolas, dernier week-end de juillet
- Vergèze, fin juillet; en 2019 du 23 au 28 juillet[3]
- Vestric-et-Candiac, dernier mercredi de juillet
- Tavel, du 12 au 14 juillet
- Touffailles[4], du 19 au 22 juillet
- Flaugnac, le dernier week-end de juillet
- Saint-Paulet-de-Caisson, le dernier week-end de juillet
- Saint-André d’Olérargues, le dernier week-end de juillet

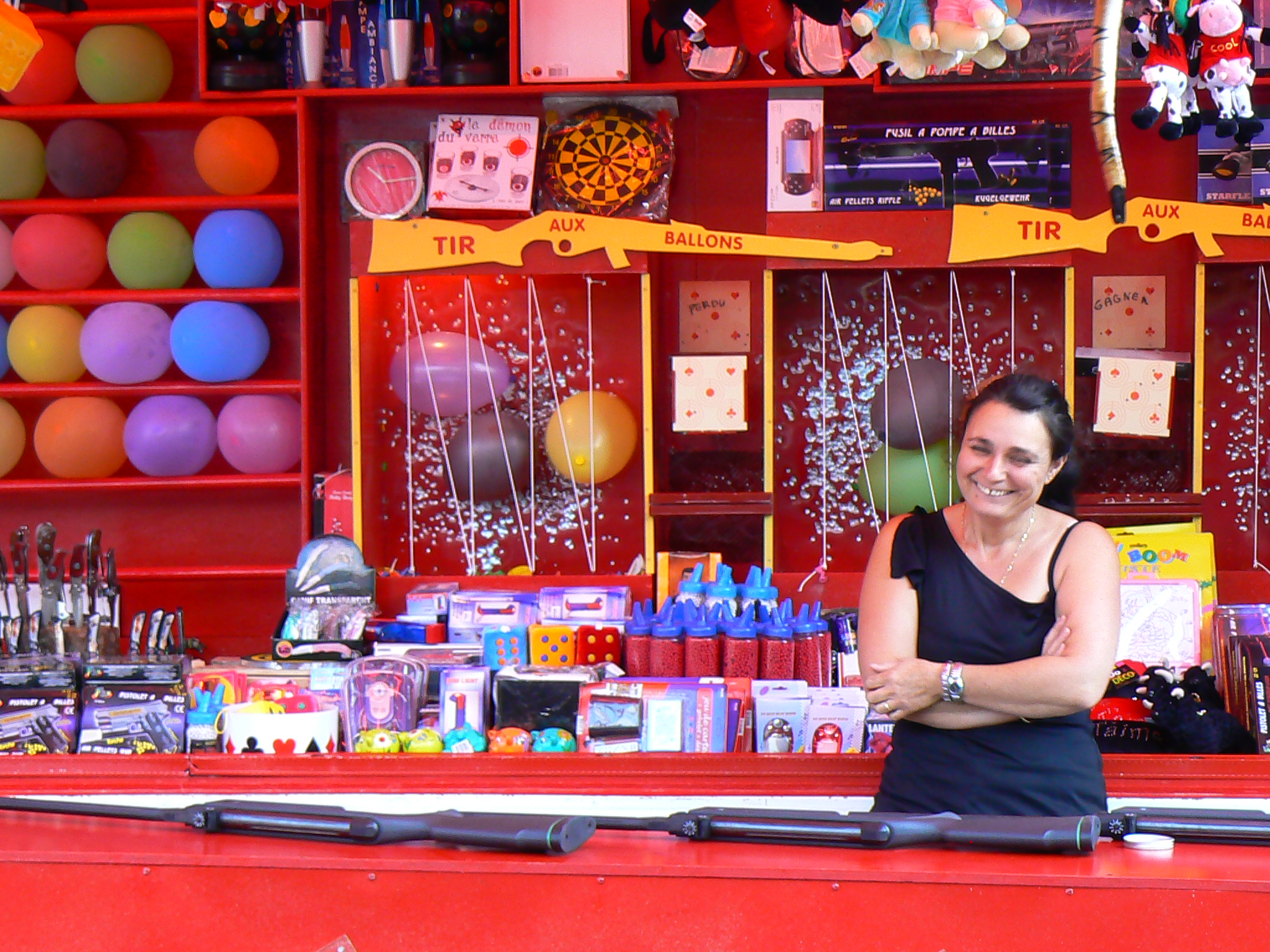
Tir aux ballons à la fête votive de Saint-Quentin-la-Poterie

- Vendargues, du 14 au 21 juillet (en 2023)

### Août
- Bouillargues, première semaine d'août.
- Bezouce,  7,8,9 août.
- Mauguio,  9 jours elle commence le second samedi d'aout et finie le dimanche de la semaine d'après.
- Montarnaud, du 11 au 15 août.
- Lédignan, en fin de semaine de la saint Laurent, vers le 10 août.
- Saint-Daunès, le second week-end d'août.
- Souvignargues, le 15 août.
- Boussac, les 14 et 15 août.
- Lédenon, dernier week-end d'août.
- Bessan, semaine de la saint Laurent, autour du 10 août.
- Vigeois, le premier week-end d'août, du vendredi au mardi.
- Uzès, du 2 au 6 août.
- Vauvert, la semaine du 15 août.
- Roquemaure, la semaine du 15 aout.
- Pompignan, le week end après le 15 août.
- Uchaud, week-end du 15 août.
- Manduel, du 21 au 25 août.
- Vers-Pont-du-Gard, deuxième week-end d'août.
- Les Matelles, le 15 août.
- Saint-Quentin-la-Poterie, la semaine qui suit le 15 août.
- Saint-Chaptes, le dernier jeudi d'août.
- Soubès, premier weekend d'août.
- Tournemire, le deuxième week-end d'août.
- Aubais, la semaine du 15 août.
- Saint-Laurent-d'Aigouze, week-end après le 15 août.
- Teyran, week-end autour du 23 août.
- Tautavel, le week-end autour du 25 août
- Castries, la première semaine d'août.
- La Grande Motte, le dernier weekend d'août.

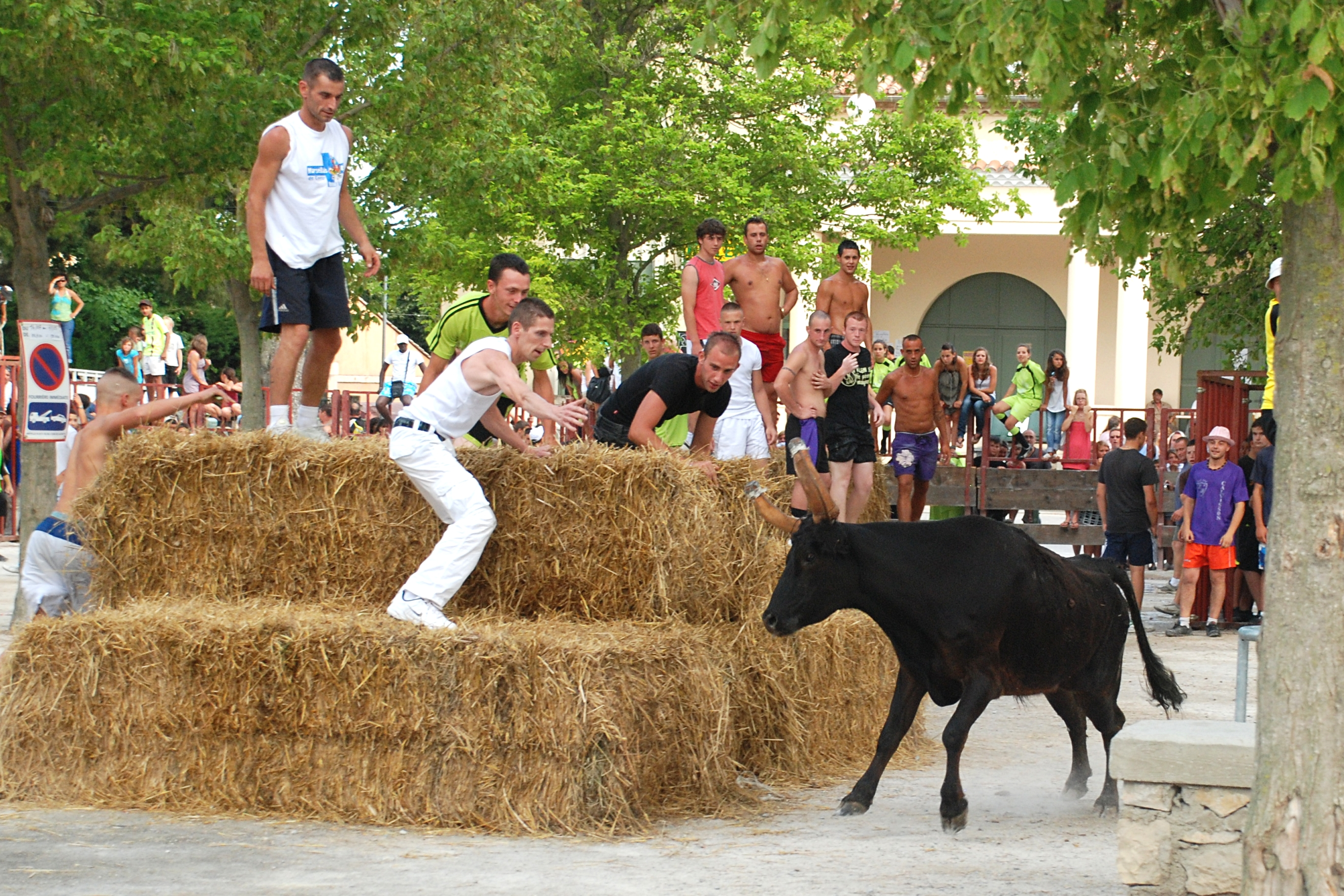
Encierro à la fête votive Calvisson
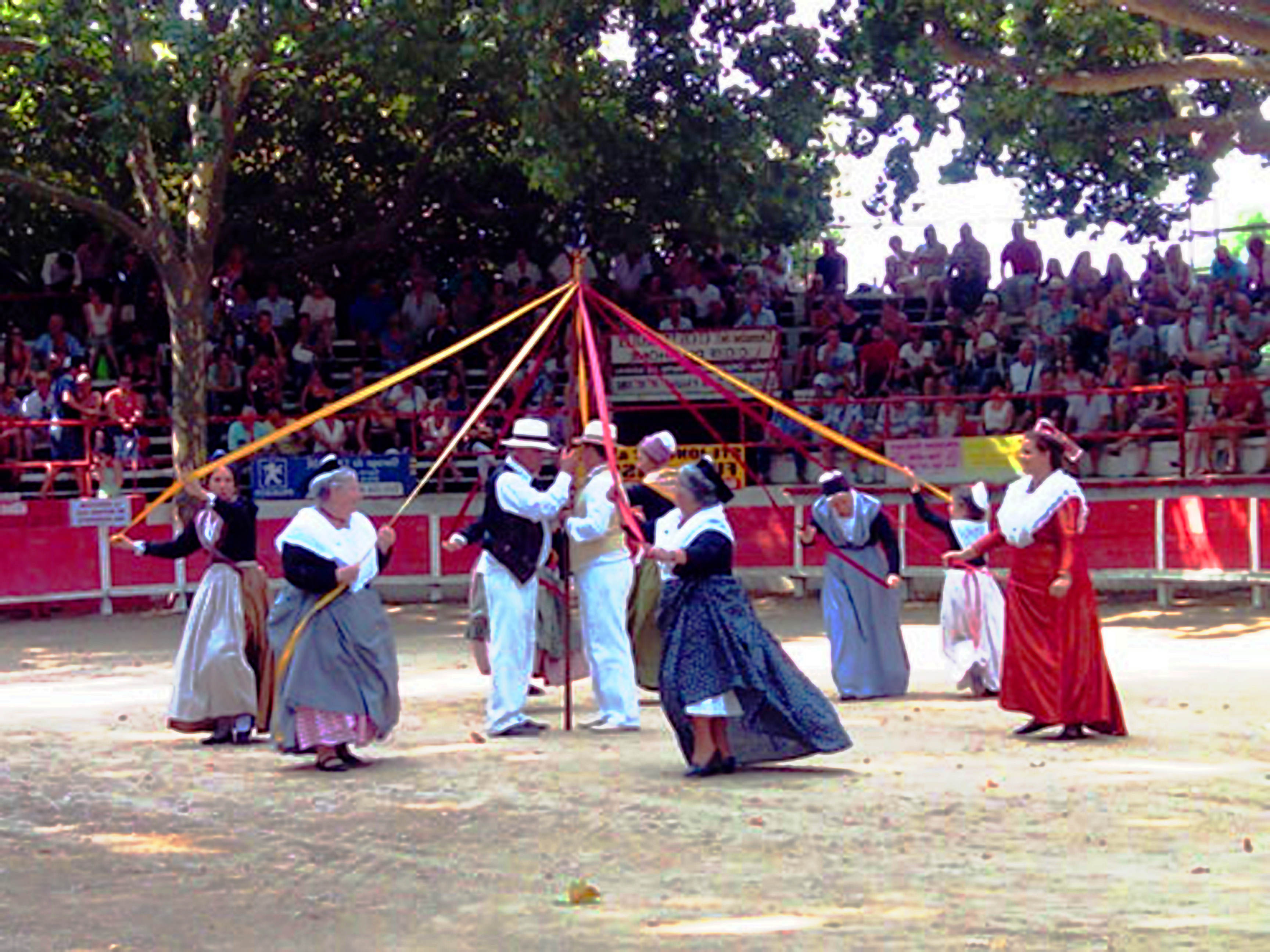
Les cordelles à la fête votiveGard
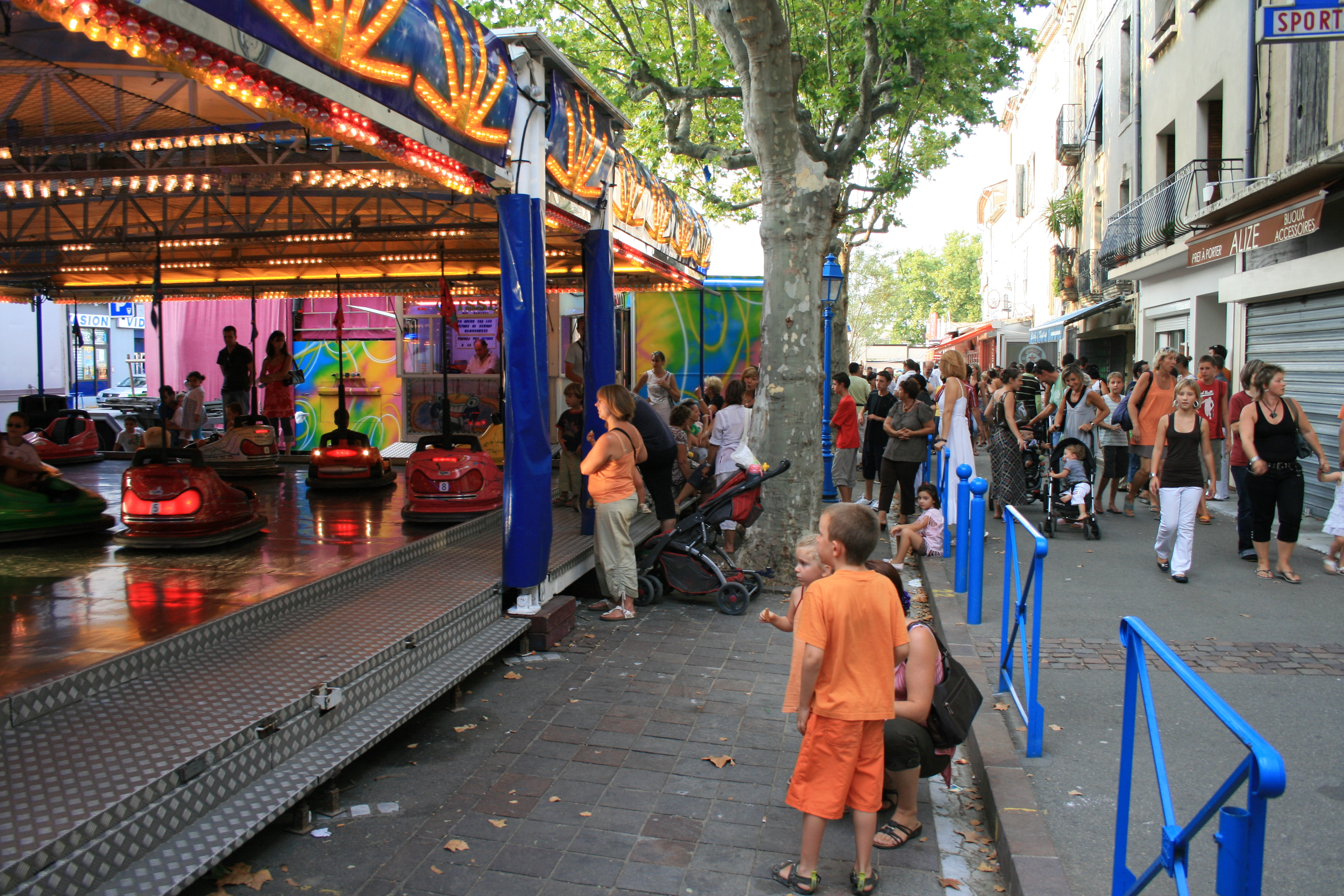
Manège à la fête votivePont-Saint-Esprit

### Septembre
- Saint-Gilles, le 1er septembre.
- Pont-Saint-Esprit, la première semaine de septembre.
- Bagnols-sur-Cèze, début septembre.
- Le Grau-du-Roi, début septembre.
- Molières, fête votive de la Nativité de la Vierge Marie, le week-end après le 8 septembre.

### Octobre
- Aigues-Mortes, en octobre.

## Liste des fêtes votives en Provence

### Janvier
- Ensuès-la-Redonne, le dimanche qui suit le 15 janvier (date de la fête de saint Maur dans le sanctoral).

### Mai
- Grambois, fête de la Saint-Pancrace, deuxième semaine de mai[5]
- Monteux, fête de la Saint-Gens, début de la troisième semaine de mai[6]
- Saintes-Maries-de-la-Mer, se déroule sur six jours lors de la troisième semaine de juin[7]

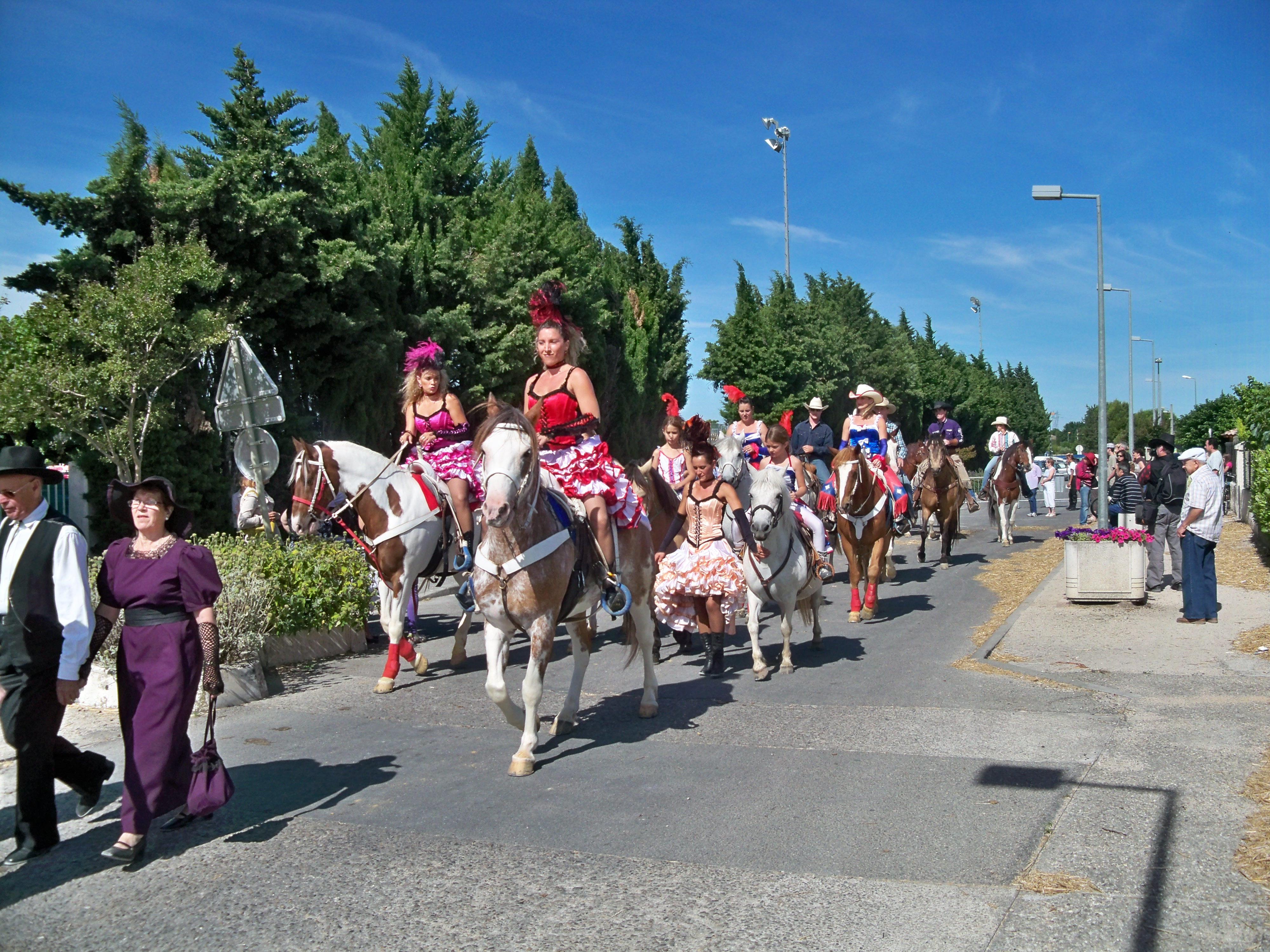
Parade à Monteux
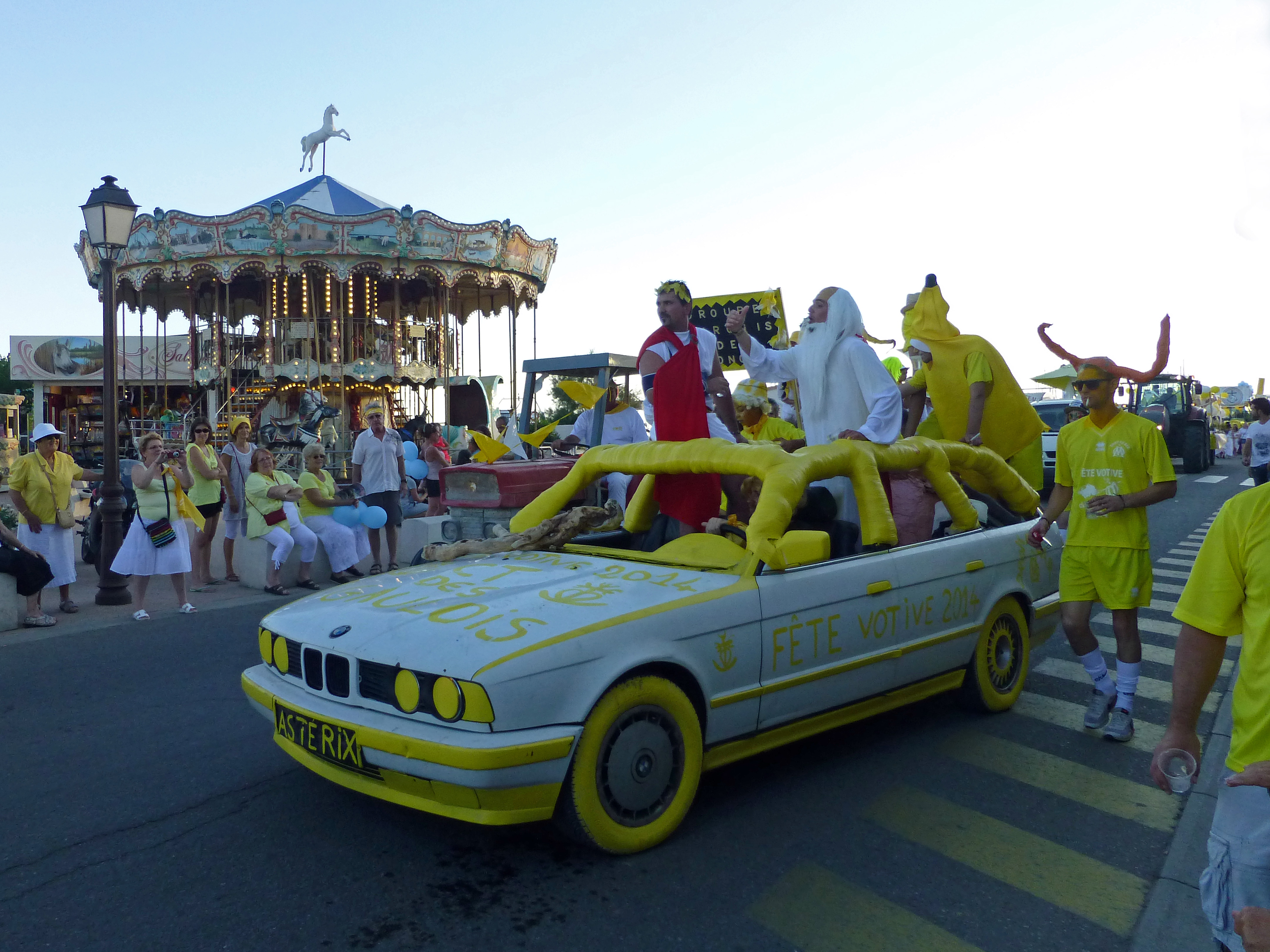
Parade aux Saintes-Maries-de-la-Mer
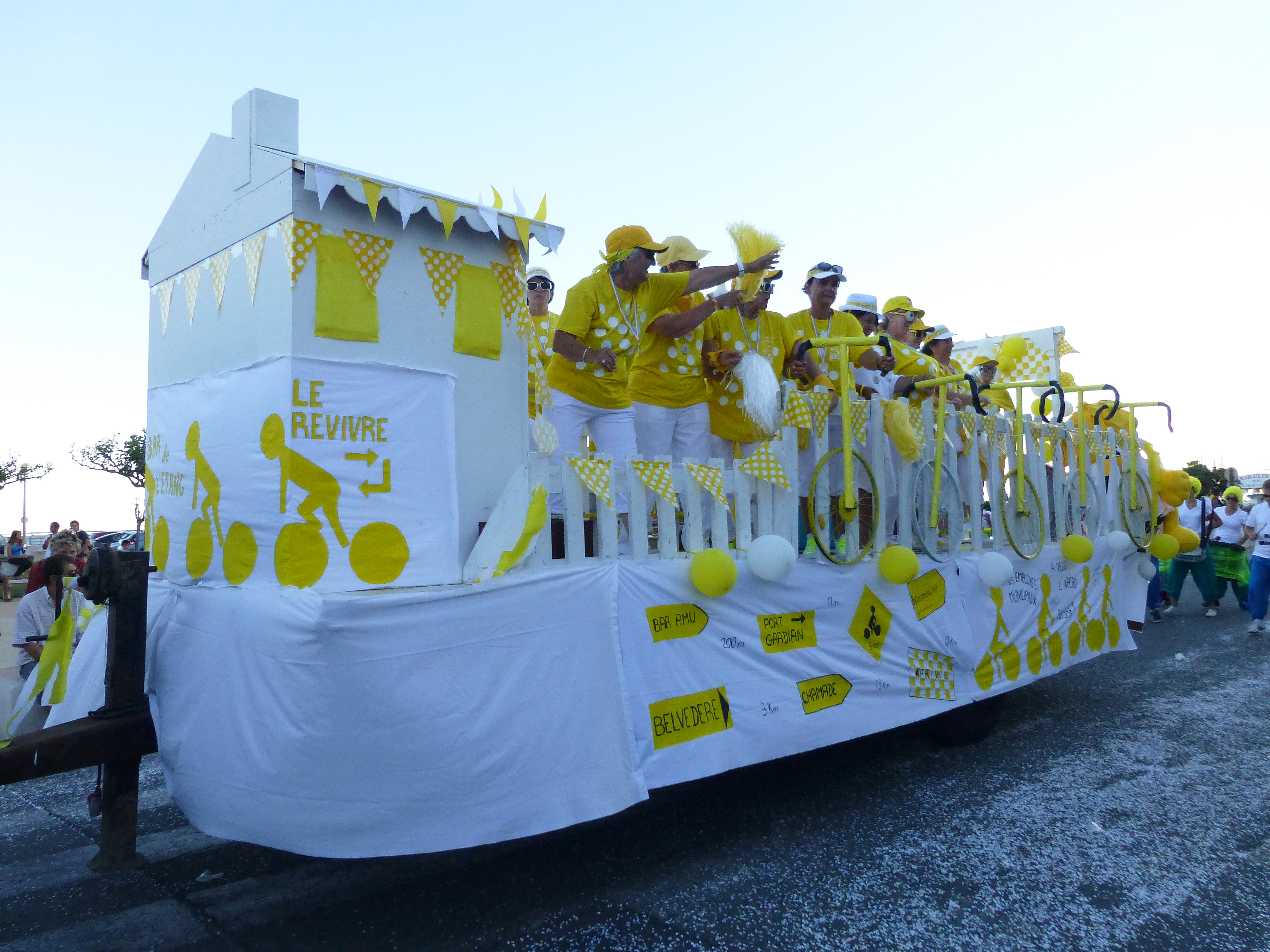
Char de la fête votive des Saintes-Maries-de-la-Mer

### Juin
- Biver, premier week-end de juin
- Morières-lès-Avignon, seconde semaine de juin[8].
- Mévouillon, en Drôme provençale, troisième semaine de juin[9].
- Apt, week-end de la Pentecôte (fin mai ou début juin).

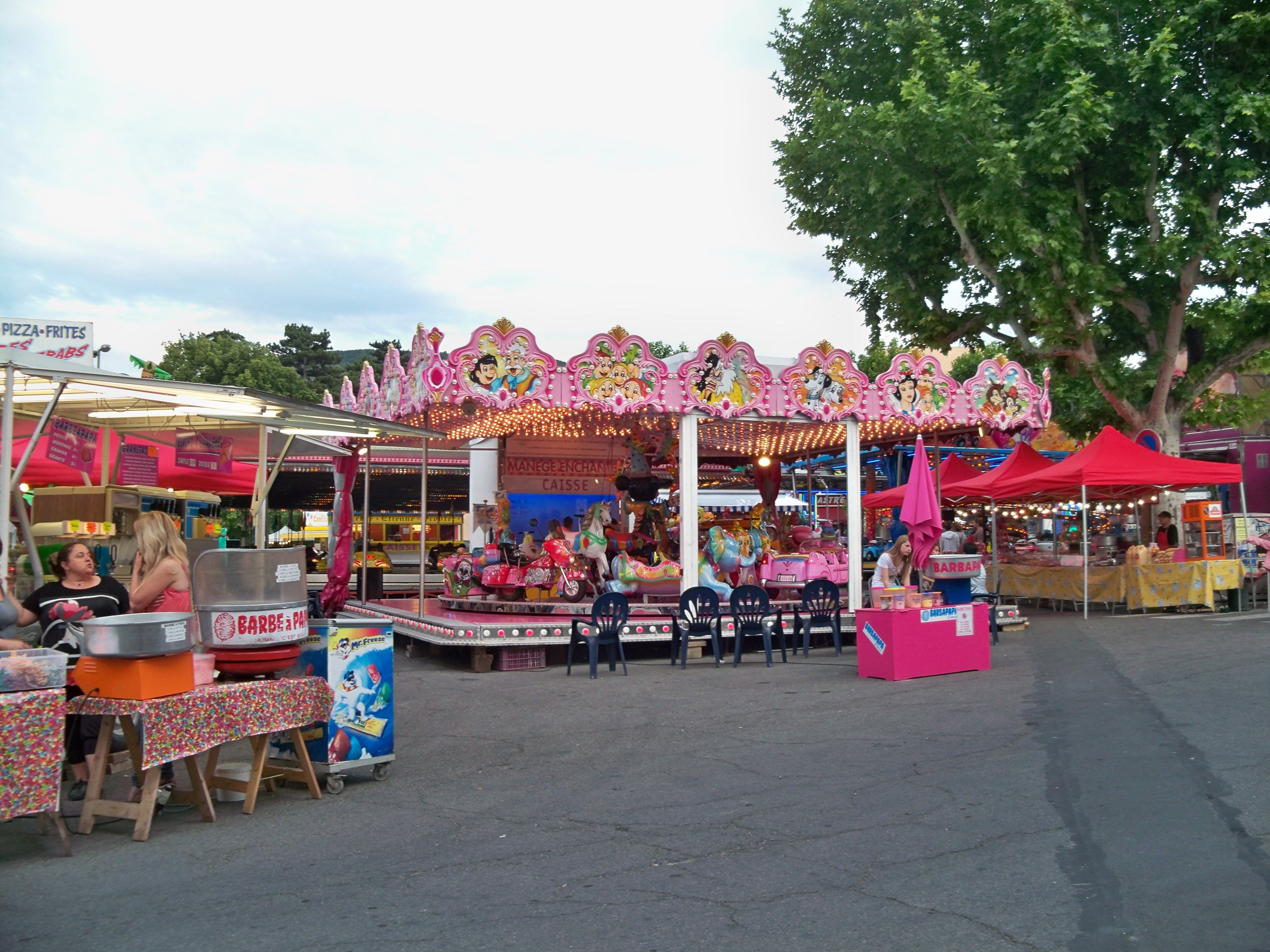
Manège et barbe à papa
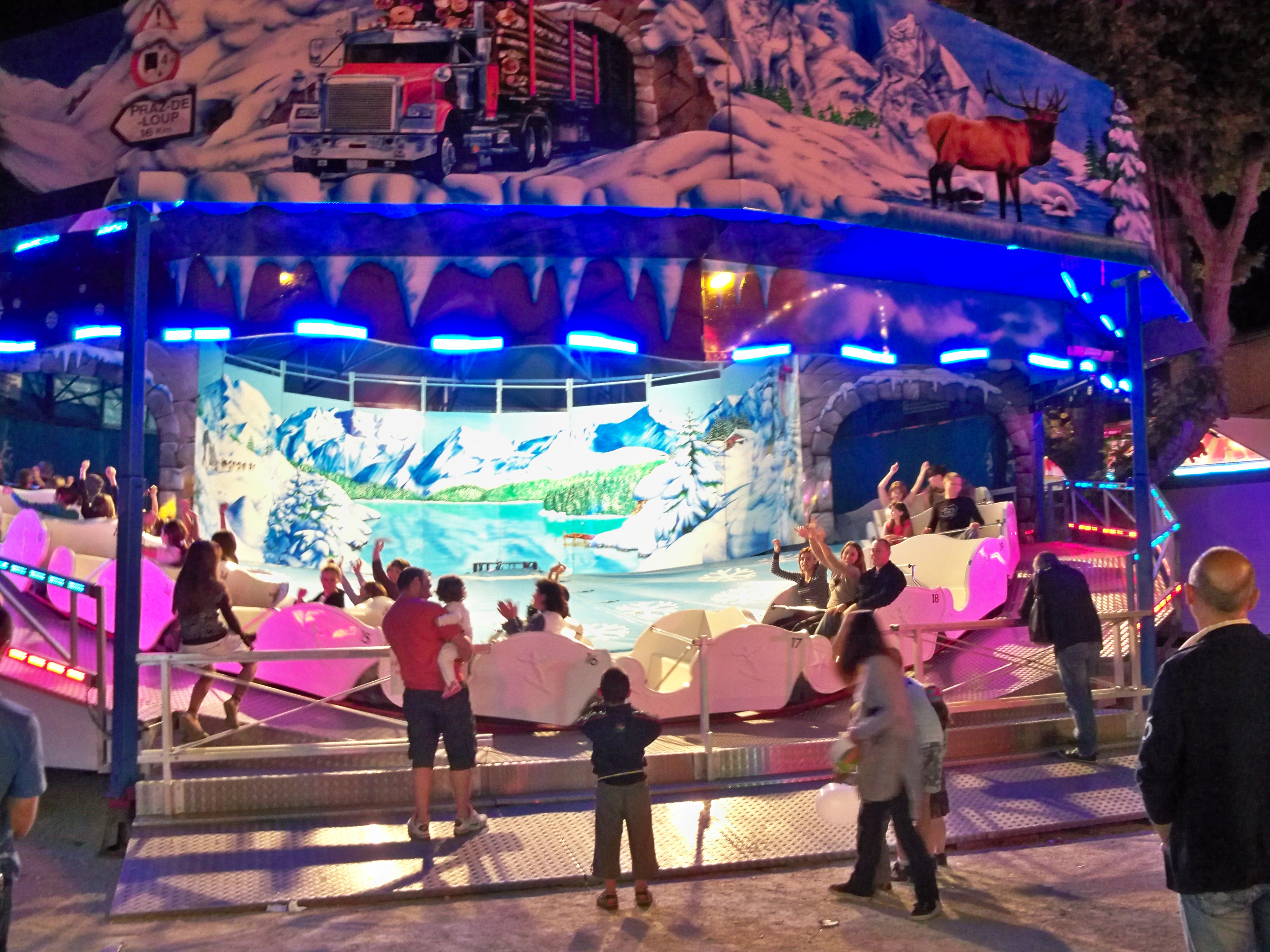
Tourbillon bleu

### Juillet
- Rustrel, mi-juillet[10].
- Entressen, la première semaine de juillet[11].
- Châteaurenard, fêtes de la Saint-Éloi, première semaine de juillet[12].
- Séderon, en Drôme provençale, mi-juillet[13].
- Puget, du 21 au 23 juillet
- Cruis, troisième semaine de juillet[14].
- Lagnes, troisième semaine de juillet[15].
- Lardiers, dernière semaine de juillet[16]
- Mazan, dernière semaine de juillet[17].
- Beaumes-de-Venise, fête votive de la Saint-Nazaire,  dernière semaine de juillet[18].
- Saint-Martin-de-Crau, fête votive, dernière semaine en juillet[19].
- Séguret, fin juillet[20].
- Lacoste fin juillet[21].
- Miramas, fin juillet
- La Barben, fêtes de la Saint-Sauveur du 29 juillet au 2 août
- Aurel, quatrième dimanche de juillet[22].
- Saint-Romain-en-Viennois, du 29 juillet au 1er aout
- Rognonas, week-and du 14 juillet fête de st élois

(en 2022)
St jacques :(meailles- alpes de haute Provence) dernier weekend de juillet
(23-24 juillet en 2022)

### Août

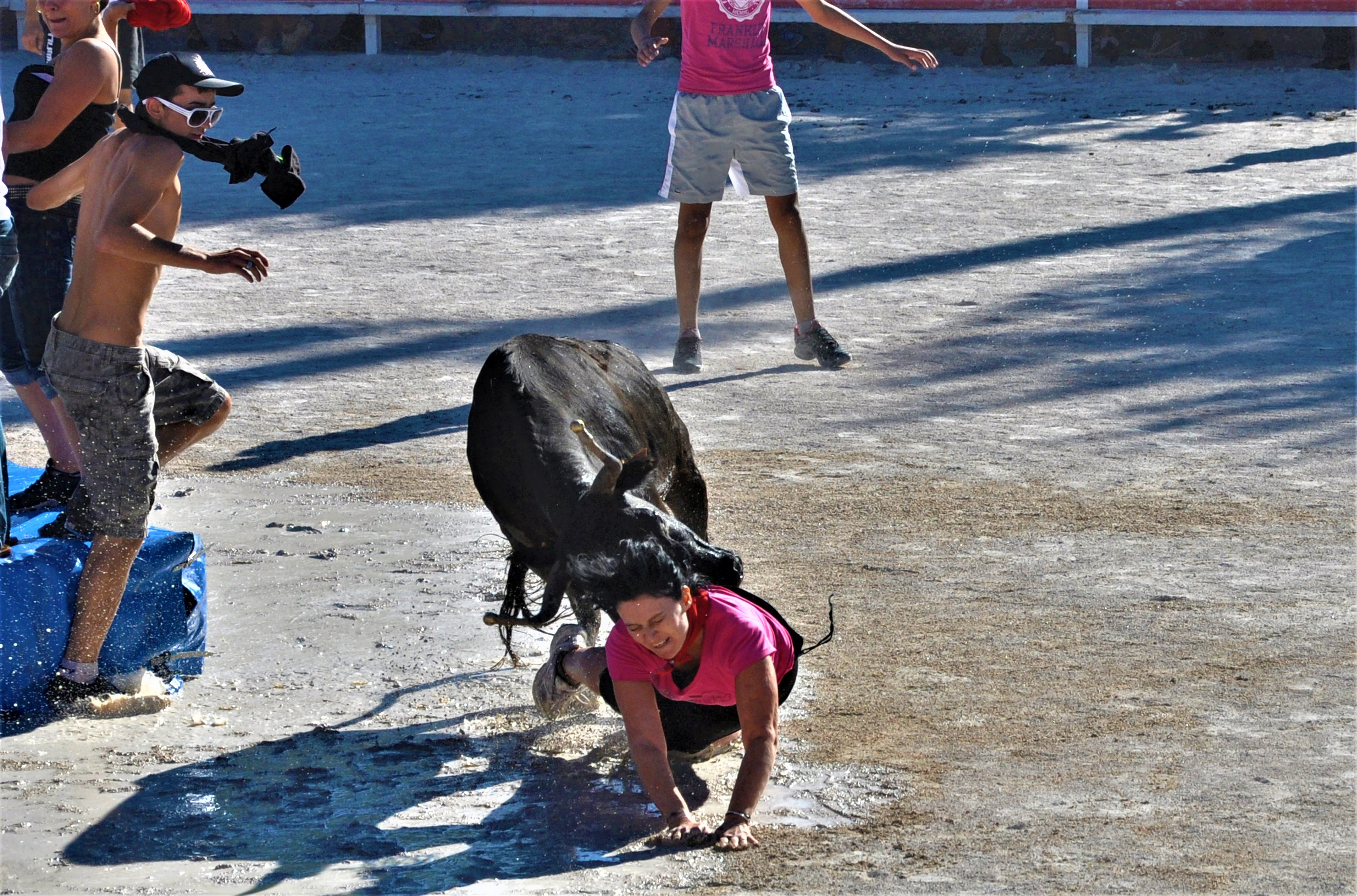
Course de vachettes emboulées lors de la fête votive de Barbentane

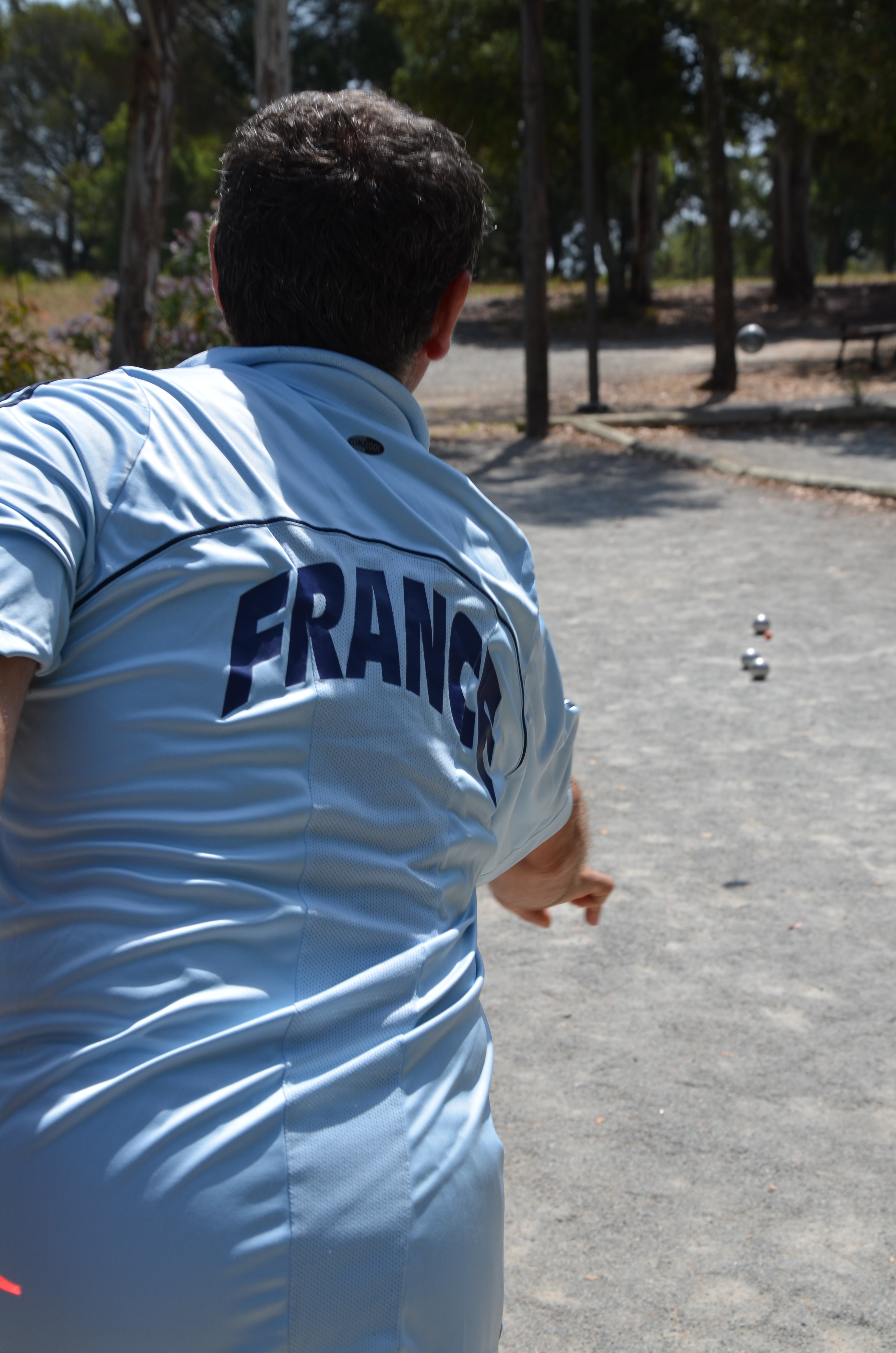
Fête votive de Pertuis

- Barbentane (13), le dernier dimanche d'août et elle se déroule du vendredi au mercredi
- Carpentras, début août au hameau de Serres[23]
- Crillon le Brave, premier week-end d'aout
- Reillanne, début août[24].
- Châteaurenard, fêtes de la Madeleine, première semaine d'août[12].
- Saint-Étienne-les-Orgues, première semaine d'août[25].
- Revest-du-Bion, première semaine d'août[26]
- Cadenet un week-end autour du 15 août.
- Maussane les Alpilles,la semaine du 15 août.
- Noves  le dernier dimanche d'août.
- Loriol-du-Comtat, fête votive de la Saint-Pierre, première semaine d'août[27]
- Oppède fête votive de la Saint-Laurent, première semaine d'août[28].
- Taulignan, en Drôme provençale, début deuxième semaine d'août[29]
- Lachau, en Drôme provençale, mi-août[30]
- Sablet, seconde semaine d'août[31].
- Aureille, à la mi-août[32]
- Bédoin à la mi-août[33]
- Paluds-de-Noves : Le 15 août[34]
- Pertuis 15 août, fête jumelée avec le Grand prix de Pertuis de concours de Jeu Provençal du 14 au 16 août chaque année, regroupant plus de 170 triplettes[35].
- Beaumont-du-Ventoux, week-end suivant le 15 août[36]
- Mallemoisson, du 22 au 25 août[37]
- Banon, fête votive de la Saint-Just, troisième semaine d'août[38]
- Mouriès Fête Votive de la Saint-Louis dernière semaine d'août[39]
- Venterol, en Drôme provençale troisième semaine d'août[40].
- Orange (Vaucluse) Fête Votive de la Saint-Barthélémy le 24 août.
- Ginasservis, le dernier week-end d'août[41]
- Noves : Fête votive de la Saint-Baudille et de la Libération, dernier dimanche d'août[42].
- Lourmarin : Fin août.
- Cadenet : du 18 au 21 aout
- Rognonas, du 19 au 23 aout fête de la st rock

Saint julien les Martigues, dernier week end du mois d'aout

### Septembre

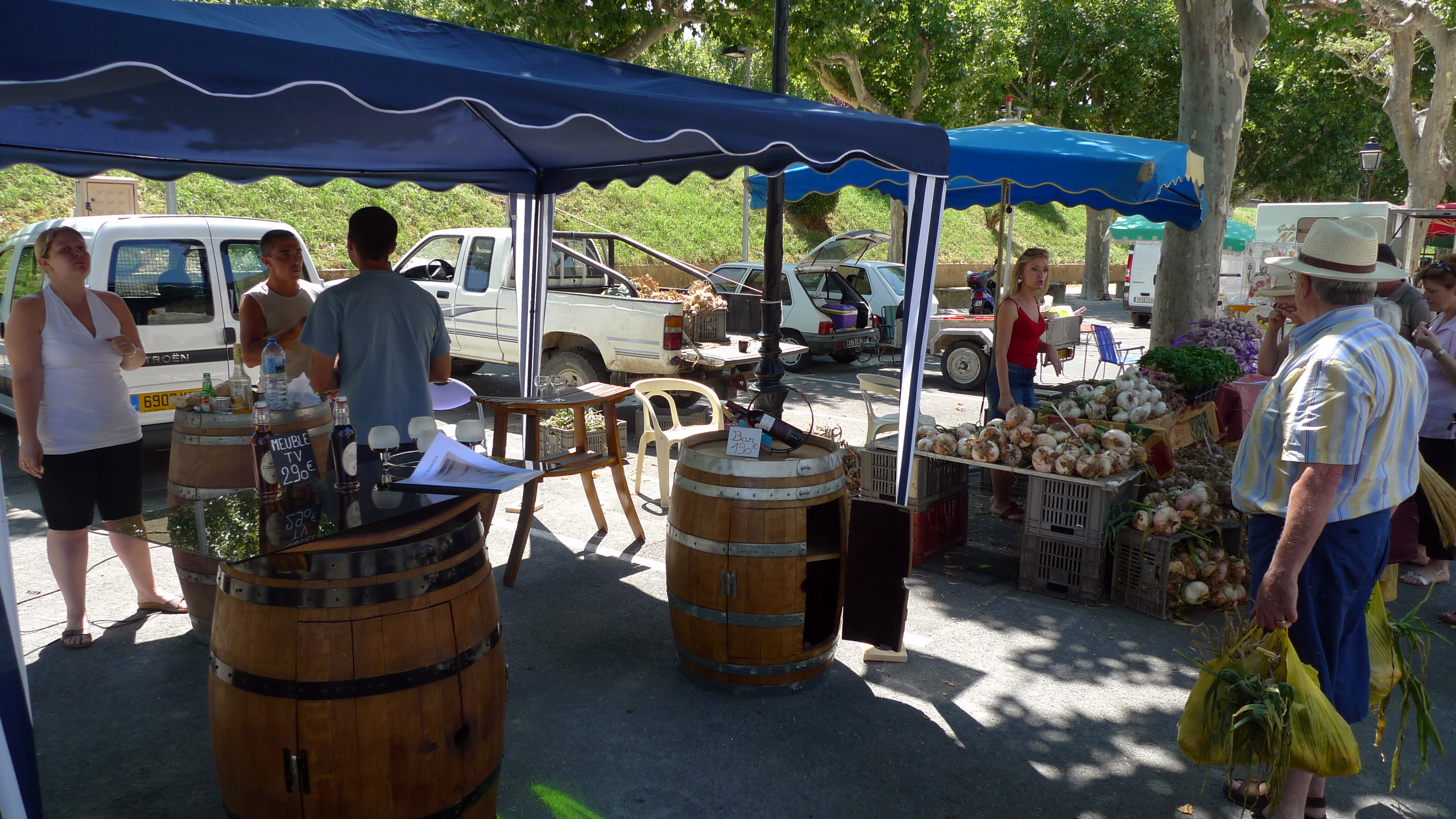
Produits du terroir à la fête votive de Caderousse

- La Crau de Châteaurenard, fête votive de la Saint-Omer, troisième semaine de septembre.
- Verquières et Saint-Cannat, le premier week-end de septembre.
- Gigondas, premier dimanche de septembre[43]
- Saint-Aygulf,   premier dimanche de septembre[44].
- Le Paradou, fête votive de la Saint-Martin, début septembre[45].
- Robion, première semaine de septembre[46].
- Velleron, seconde semaine de septembre[47].
- Goult, mi-septembre[48]
- Lambesc, mi-septembre, fête votive de la Saint-Janvier[49].
- Rognes, mi-septembre[50].
- Saint-Rémy-de-Provence dernière semaine de septembre[51].
- Reilhanette, en Drôme provençale, troisième week-end de septembre[52].
- Caderousse, fête votive de la Saint-Michel, fin septembre[53].

### Octobre
- Reillanne, fête votive de la Saint-Denis, à la mi-octobre[54].
- Ventabren, fête votive de la Saint-Denis, à la mi-octobre[55]
- Saint-Marcel-lès-Sauzet, fête votive à la mi-octobre